# أحمد تميم
أحمد تميم (مواليد 1956 م) هو شخصية دينية أوكرانية من أصل لبناني. وهو المفتي الأعلى لأوكرانيا. بمبادرة من مسلمي كييف، اُنتُخب الشيخ أحمد تميم إمامًا للجماعة الدينية الإسلامية في كييف. وبعد فترة وجيزة، اتحدت المجتمعات من مختلف المدن في أوكرانيا في الإدارة الدينية لمسلمي أوكرانيا (SAU). وصل أحمد تميم إلى أوكرانيا في عام 1976. درس في معهد كييف للفنون التطبيقية، في كلية هندسة الكمبيوتر (1976-1982). كان يعمل في شركات أجنبية. تلقى تعليمه الديني الإسلامي في كلية اللاهوت في جامعة بيروت العربية. وهو أستاذ جامعي في علم الكلام الإسلامي، ومواطن أوكراني، متزوج، لديه 5 أطفال.

## الأنشطة الدولية
ويُعرف أحمد تميم ليس فقط في أوكرانيا، بل أيضًا في الخارج كخبير في الحركات المتطرفة التي تتحدث تحت شعارات الإسلام . يشارك مفتي أوكرانيا في المؤتمرات الدولية والإقليمية التي تقام في أوكرانيا وأذربيجان وكازاخستان وأوزبكستان وطاجيكستان وقيرغيزستان ومقدونيا وكوسوفو وألبانيا وبلجيكا وماليزيا ومصر وقطر والهند وأخرى يشارك أحمد تميم في المنتدى الإسلامي الدولي "القراءات الحسنية" الذي يقام تحت رعاية ملك المغرب، وهو عضو كامل العضوية في لجنة المشاركين في المناقشات حول التقارير المقدمة في المنتدى.

## طالع أيضًا
- الإدارة الدينية لمسلمي أوكرانيا
- الرحمة

## روابط خارجية
- مفتي أوكرانيا نسخة محفوظة 22 лютого 2019 على موقع واي باك مشين.
- سيرة